# Sumrak u Dubrovniku
Sumrak u Dubrovniku, hrvatski dokumentarni film iz 1992. godine hrvatskog povjesničara Josipa Jurčevića, ali s obzirom na široki obuhvat raznolike građe, svojevrsno je kolektivno, a ne autorsko djelo. Film je preveden na engleski jezik i prikazan u inozemstvu. Snimljen u produkciji Studija ZNG.

## Radnja
Nastao je dok je Jurčević još bio u vojsci, u IPD-u, početkom 1992. godine. Tada su prikupili sve snimke koji postoje o ratu u Dubrovniku, sa svih strana. Korištene su i hrvatske, srpske te ostale međunarodne snimke o srpsko-crnogorskom napadu na Dubrovnik. Uvršteni su svi postojeći dostupni snimljeni zapisi u Dubrovniku. U film je dosta kadrova koje dosad javnost nije vidjela. Uz to je na filmu radilo dosta muzealaca, kustosa, redatelja i inih intelektualaca. Zbog sveobuhvatnosti građe ovo je možda i najbolji film o srpsko-crnogorskoj agresiji na Dubrovnik.